# Chumbicha
Chumbicha är en kommunhuvudort i Argentina.   Den ligger i provinsen Catamarca, i den norra delen av landet, 1 000 km nordväst om huvudstaden Buenos Aires. Chumbicha ligger 427 meter över havet och antalet invånare är 4 531.
Terrängen runt Chumbicha är varierad. Runt Chumbicha är det glesbefolkat, med 12 invånare per kvadratkilometer..
Omgivningarna runt Chumbicha är i huvudsak ett öppet busklandskap.